# Scambos-Gletscher
Der Scambos-Gletscher ist ein 55 km langer Gletscher im westantarktischen Marie-Byrd-Land. Er mündet an der Saunders-Küste in das Sulzberger-Schelfeis. 
Das Advisory Committee on Antarctic Names benannte ihn 2003 nach Theodore A. Scambos vom National Snow and Ice Data Center in Boulder, Colorado, der als Experte für Fernerkundung seit den 1980er Jahren an Beobachtungen und Vorhersagen zum Verhalten der Eismassen in Antarktika tätig ist.